# Dol pri Ljubljani
Dol pri Ljubljani je naselje v Občini Dol pri Ljubljani in njeno središče, z le 277 prebivalci (2020) pa še zdaleč pa ni tudi njeno največje naselje.